# Martin Gregora
Martin Gregora (* 10. dubna 1965 Strakonice) je český lékař v oboru pediatrie, autor populárně naučných publikací a politik.
V roce 1989 promoval na II. Lékařské fakultě UK, kde získal atestaci z pediatrie I. a II stupně. V současnosti pracuje jako primář Dětského oddělení Nemocnice Strakonice a.s. Je členem pracovní skupiny dětské endokrinologie MESPE (Middle European Society on Pediatric Endokrinology).
Martin Gregora se věnuje také publikační činnosti, je autorem či spoluautorem několika populárně naučných knih pro rodiče. V roce 2006 až 2010 působil jako zastupitel města Strakonice za hnutí Nestraníci. V roce 2010 uspěl na jihočeské kandidátce TOP 09 ve volbách do Poslanecké sněmovny, v průběhu volebního období 2010 až 2013 se v Poslanecké sněmovně podílel na prosazení několika novel zákona především v oblasti zdravotnictví.
Ve volbách do Senátu PČR v roce 2014 kandidoval za TOP 09 a STAN v obvodu č. 12 – Strakonice. Se ziskem 19,03 % hlasů vyhrál první kolo a postoupil tak do kola druhého. V něm však prohrál poměrem hlasů 48,74 % : 51,25 % se sociálním demokratem Karlem Kratochvíle.

## Publikované tituly
- Martin Gregora: Péče o novorozence a kojence (2002)
- Martin Gregora: Výživa malých dětí (2004)
- Martin Gregora: První pomoc u dětí (2004)
- Martin Gregora: Prvá pomoc u detí (2005)
- Martin Gregora: Očkování a infekční nemoci dětí (2005)
- Martin Gregora: Kniha o matce a dítěti (2005)
- Martin Gregora, Dana Zákostelecká: Jídelníček kojenců a malých dětí (2006)
- Martin Gregora, Magdaléna Paulová: Výživa kojenců – Maminčina kuchařka (2007)
- Martin Gregora: Péče o dítě od kojeneckého do školního věku (2007)
- Miloš Velemínský ml., Martin Gregora: Čekáme děťátko (2007)
- Martin Gregora, Magdaléna Paulová: Péče o novorozence a kojence (2008)
- Martin Gregora: Kuchařka pro rodiče malých dětí (2010)
- Martin Gregora: Nová kniha o těhotenství a mateřství (2011)
- Martin Gregora: Vývoj dítěte do jednoho roku – Jak to vidí lékař a jak táta (2012)